# Équipe cycliste Utsunomiya Blitzen
L'équipe cycliste Utsunomiya Blitzen est une équipe cycliste japonaise participant aux circuits continentaux de cyclisme et en particulier l'UCI Asia Tour. L'équipe est créée en 2009, sous le nom de Blitzen Utsunomiya Racing.

## Principales victoires

### Championnats internationaux
- Championnats d'Asie sur route : 1
  - Contre-la-montre espoirs : 2017 (Rei Onodera)

### Courses d'un jour
- Tour d'Okinawa : 2014, 2016 et 2019 (Nariyuki Masuda)

### Courses par étapes
- Tour de Hokkaido : 2016 (Nariyuki Masuda)

### Championnats nationaux
- Championnats du Japon sur route : 1
  - Contre-la-montre : 2019 (Nariyuki Masuda)

## Classements UCI
L'équipe participe aux épreuves des circuits continentaux et en particulier de l'UCI Asia Tour. Les tableaux ci-dessous présentent les classements de l'équipe sur les différents circuits, ainsi que son meilleur coureur au classement individuel.
UCI Asia Tour
| UCI Asia Tour | UCI Asia Tour          | UCI Asia Tour                             | UCI Asia Tour |
| Année         | Classement par équipes | Meilleur coureur au classement individuel |               |
| ------------- | ---------------------- | ----------------------------------------- | ------------- |
| 2010          | 43e                    | Yoshimitsu Tsuji (119e)                   |               |
| 2011          | 46e                    | Nariyuki Masuda (127e)                    |               |
| 2012          | 46e                    | Nariyuki Masuda (108e)                    |               |
| 2013          | 69e                    | Tomoyuki Iino (314e)                      |               |
| 2014          | 48e                    | Nariyuki Masuda (69e)                     |               |
| 2015          | 46e                    | Nariyuki Masuda (147e)                    |               |
| 2016          | 19e                    | Nariyuki Masuda (38e)                     |               |
| 2017          | 14e                    | Takeaki Amezawa (38e)                     |               |
| 2018          | 31e                    | Takeaki Amezawa (180e)                    |               |
| 2019          | 12e                    | Nariyuki Masuda (4e)                      |               |
| 2020          | 9e                     | Nariyuki Masuda (16e)                     |               |
| 2021          | 4e                     | Nariyuki Masuda (2e)                      |               |
| 2022          | 9e                     | Nariyuki Masuda (5e)                      |               |
| 2023          | 33e                    | Junsei Tani (83e)                         |               |
|               |                        |                                           |               |
| Source : UCI  |                        |                                           |               |

UCI America Tour
| UCI America Tour | UCI America Tour       | UCI America Tour                          | UCI America Tour |
| Année            | Classement par équipes | Meilleur coureur au classement individuel |                  |
| ---------------- | ---------------------- | ----------------------------------------- | ---------------- |
|                  |                        |                                           |                  |
| Source : UCI     |                        |                                           |                  |

L'équipe est également classée au Classement mondial UCI qui prend en compte toutes les épreuves UCI et concerne toutes les équipes UCI.
| Classement mondial | Classement mondial     | Classement mondial                        | Classement mondial |
| Année              | Classement par équipes | Meilleur coureur au classement individuel |                    |
| ------------------ | ---------------------- | ----------------------------------------- | ------------------ |
| 2016               | -                      | Nariyuki Masuda (459e)                    |                    |
| 2018               | -                      | Takeaki Amezawa (1214e)                   |                    |
| 2019               | 101e                   | Nariyuki Masuda (271e)                    |                    |
| 2020               | 112e                   | Nariyuki Masuda (574e)                    |                    |
| 2021               | 98e                    | Nariyuki Masuda (364e)                    |                    |
| 2022               | 83e                    | Nariyuki Masuda (246e)                    |                    |
| 2023               | 165e                   | Junsei Tani (1195e)                       |                    |
| 2024               | 154e                   | Rubén Acosta (949e)                       |                    |
|                    |                        |                                           |                    |
| Source : UCI       |                        |                                           |                    |

## Utsunomiya Blitzen en 2022
| Cycliste         | Date de naissance | Nationalité | Équipe 2021        |  |
| ---------------- | ----------------- | ----------- | ------------------ |  |
| Takayuki Abe     | 12 juin 1986      | Japon       | Utsunomiya Blitzen |  |
| Takaaki Hori     | 1er juillet 1992  | Japon       | Utsunomiya Blitzen |  |
| Ryota Kaihara    | 16 août 1997      | Japon       | Utsunomiya Blitzen |  |
| Hikaru Kosaka    | 21 octobre 1988   | Japon       | Utsunomiya Blitzen |  |
| Nariyuki Masuda  | 23 octobre 1983   | Japon       | Utsunomiya Blitzen |  |
| Taishi Miyazaki  | 5 septembre 1999  | Japon       |                    |  |
| Kaito Nakamura   | 20 janvier 1997   | Japon       | Utsunomiya Blitzen |  |
| Hiroki Nishimura | 20 octobre 1994   | Japon       | Utsunomiya Blitzen |  |
| Kazusa Oikawa    | 10 juin 1998      | Japon       | Utsunomiya Blitzen |  |
| Rei Onodera      | 3 septembre 1995  | Japon       | Utsunomiya Blitzen |  |